# Tucanos

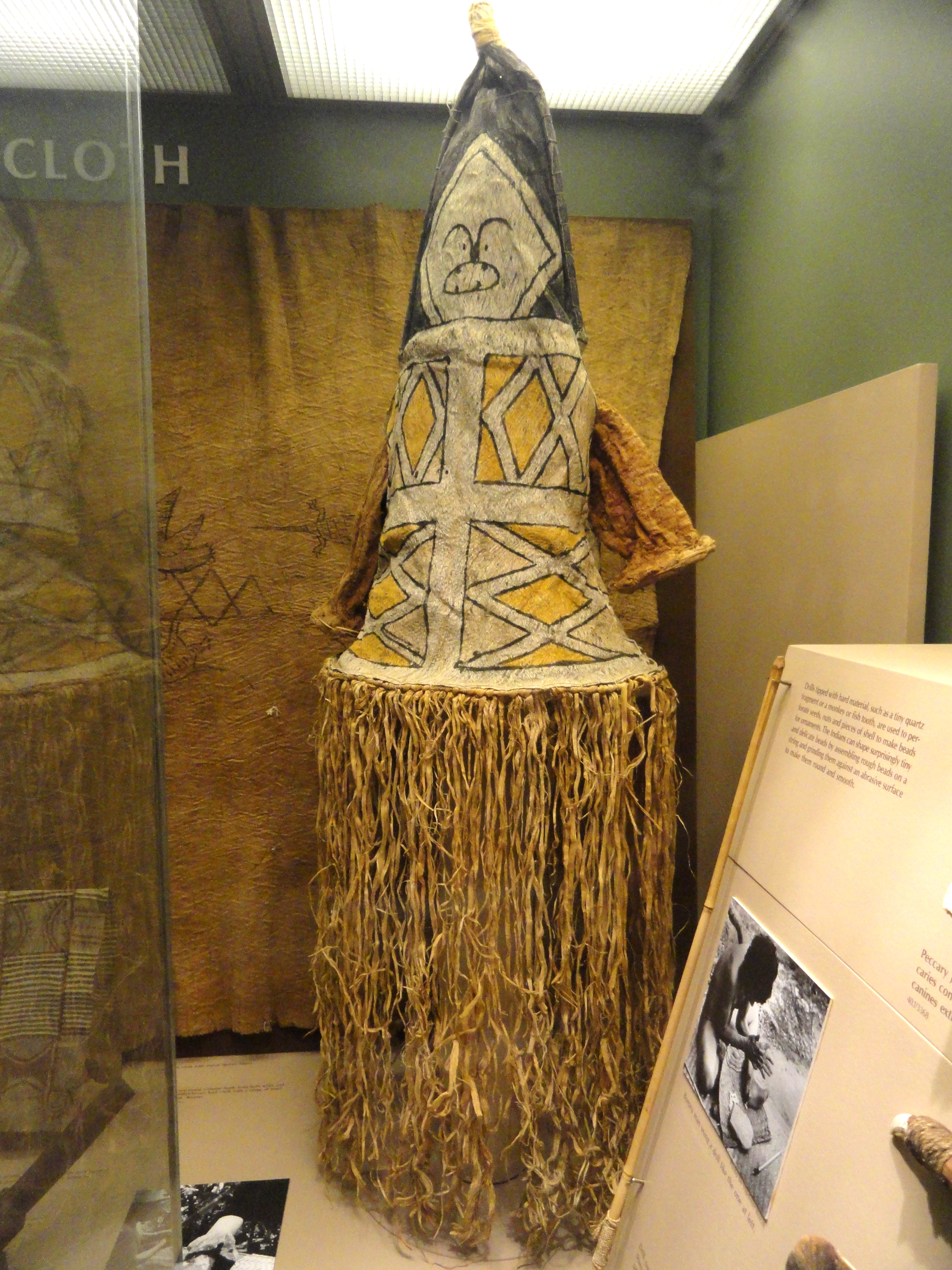
Traje ceremonial tucano

Tucano, Tukano, Ye'pá masa (gente del territorio) o Dasea son un grupo étnico indígena nativo de las selvas del departamento colombiano del Vaupés y el estado brasileño del Amazonas, en la frontera colombo-brasileña.
A veces se aplica el calificativo "tucano" en sentido amplio a los hablantes de lenguas tucanas que no forman estrictamente  una única etnia, sino un conjunto de etnias diferenciadas, aunque lingüísticamente emparentadas.

## Territorialidad
Cerca de 7000 miembros de la etnia tucano habitan en Colombia, principalmente en el Resguardo indígena del oriente del Vaupés, en Araricuara, Monfort y Piracuara, así como en los ríos Papurí y Paca, aunque una parte ha migrado a San José del Guaviare y Miraflores (Guaviare). En Brasil viven actualmente 6000 de ellos, en las Áreas Indígenas de Alto Río Negro, Medio Río Negro I, Medio Río Negro II, Pari Cachoeira I, Pari Cachoeira II, Pari Cachoeira III, Taracuá, Uneiuxi, Yauareté I, Yauareté II y la Reserva Indígena Balaio, São Gabriel da Cachoeira, Manaos y Santa Isabel.

## Organización
Los tucanos forman parte de un sistema regional de etnias y fratrías exogámicas, que se distinguen cada una por tener su propia lengua y que consideran que arribaron conjuntamente a la región en una gran boa o anaconda, la "canoa-culebra" o "Anaconda Canoa". Su territorio fue asignado al desembarcar y quienes resultaron de esta travesía, permanecen unidas por los intercambios matrimoniales que realizan entre ellos. Los segmentos de la anaconda corresponden con linajes que son patrilineales y patrilocales. Estas dos características determinan la afiliación de las personas y sus posibles relaciones de pareja. La terminología de parentesco es de tipo dravídico.
La forma tradicional de vida tiene como centro la casa comunal o "maloca" (wi'í) donde viven, tres o más familias de un mismo linaje. La maloca tenía antiguamente una forma elíptica o circular, según fotografías de estudiosos, como Ermanno Stradelli, a finales del siglo XIX y principios del XX. Sin embargo, hoy en día es rectangular; mide entre 15 y 20 m de largo por 10 a 12 m de ancho, con techo de dos aguas, de paja de hojas de palma, que llega hasta 1 m del suelo y paredes de corteza. Tiene un corredor largo para los bailes y uno o más fogones, un mortero cilíndrico para machacar la coca antes de consumirla y una olla ceremonial para cocinar el yajé (kapí) en los rituales orientados por el chamán o payé (kumú, llamado también yáí=jaguar). Cada maloca tiene su jefe o "capitán" (wiógü).
La distribución del espacio en la maloca atiende tanto a las reglas sociales de consanguinidad, afinidad y jerarquía, como a las actividades económicas y a las necesidades rituales. La mitad posterior es para la familia, para los consanguíneos cercanos del jefe y para las actividades femeninas; la mitad anterior, para los afines y parientes lejanos del jefe, así como para las labores masculinas. Cada hogar tiene un compartimento en los pasillos laterales, pero los varones solteros cuelgan sus hamacas aparte, hacia el centro, que constituye el espacio para la danza y el ritual.
El proceso de aculturación ha llevado a que en algunas comunidades se establezcan viviendas unifamiliares, aunque a veces se mantenga la maloca con fines ceremoniales o para asambleas comunitarias.

## Economía
Los tucanos son en primer lugar pescadores. Los hombres pescan con arpón de tres puntas, con arco y flecha, con anzuelos o trampas y con redes que tejen las mujeres. Además, la familia puede usar el barbasco. Tanto para esta actividad como para la navegación fabrican canoas (yuküsü) en troncos ahuecados.
Cazan danta (wekü), venado (ñama), pecarí (yesé), lapa (sêé), agutías (bú), monos y diversas aves. Aunque predomina actualmente la caza con escopeta, se mantiene la forma tradicional con cerbatana (bupu) y dardos con curare, jabalinas o arco y flecha. Recolectan frutos silvestres, hormigas y larvas comestibles.
En la chagra o huerto (wesé) cultivan conjuntamente yuca brava (kí), maíz (ohóka), batata (ñapí), ñame (ña'mu), chonque, chontaduro (üré), plátano (ohó), caña de azúcar, papaya, piña, coca (pátu) y ají (biá). El procesamiento de la yuca es una actividad muy importante, centrada en las mujeres, quienes la rallan, mojan, amasan, exprimen con el wâtikê'a para sacar el tóxico, luego la ciernen y asan en una gran cacerola de barro o "budare" para obtener tortillas de "cazabe" y harina granulada "fariña" (po'ká). También dedican su tiempo a fabricar canastos de fibra y ollas de barro.
Los hombres tucanos, por su lado, fabrican hermosas bancas (duhiró) que se consideran propias de la etnia y son, por lo tanto, objetos privilegiados en el trueque tradicional con las demás etnias de la región. Dichas bancas miden entre 15 y 20 cm de alto; de largo pueden tener entre 40 y 160 cm, y sobre ellas se dibujan diseños geométricos en rojo y negro. Son muy valoradas y obligatorias en ceremonias y rituales, donde se deben sentar los líderes, como Kumú (payes) y Bayá (jefe de ceremonia).

## Lengua
El idioma tucano forma parte del grupo oriental de la familia tucano.

### Fonología

#### Vocales
|        | Anteriores | Centrales | Posteriores |
| Altas  | o          | p         | r           |
| Medias | e          |           | o           |
| Bajas  |            | a         |             |

Son seis vocales orales. Todas las vocales orales pueden llevar el rasgo supra-segmental +NALSAL, de esta manera ellas pueden contrastar con las vocales orales. Welch y West (1977).

#### Consonantes
El tucano tiene tres niveles de tono silábico significativo: alto, medio y bajo. Los morfemas monosílabos siempre registran tono alto. En los bisílabos ocurren sólo tres combinaciones: alto-alto, alto-bajo y bajo-alto. En los trisílabos hay dos combinaciones principales: bajo-medio-alto y bajo-alto-bajo, aunque se registran otras cuatro de forma excepcional. El tono alto está asociado con el acento, de manera que toda palabra está acentuada una o más veces. El tono medio podría no ser fonémico y estar asociado a las sílabas intermedias entre tonos diferentes o a casos gramaticales específicos.

|                   | labial | alveolar | palatal | velar | glotal |
| oclusivas sordas  | p      | t        |         | k     | ʔ (')  |
| oclusivas sonoras | b      | d        |         | g     |        |
| fricativas sordas |        | s        |         |       | h      |
| vibrantes         |        | r        |         |       |        |
| aproximantes      | w      |          | j (y)   |       |        |

Son doce fonemas consonánticos. Las oclusivas sonoras b, d, g y la aproximante palatal j (y) tienen variantes nasales m, n, ŋ (ng), ɲ (ñ), antes de vocal nasal.